# شینجی کاوادا
شینجی کاوادا (انگلیسی: Shinji Kawada; ۶ اکتبر ۱۹۷۱ – ) صداپیشه، و بازیگر اهل ژاپن بود. وی از سال ۲۰۰۰ میلادی تاکنون مشغول فعالیت بوده‌است.